# Skiapoden

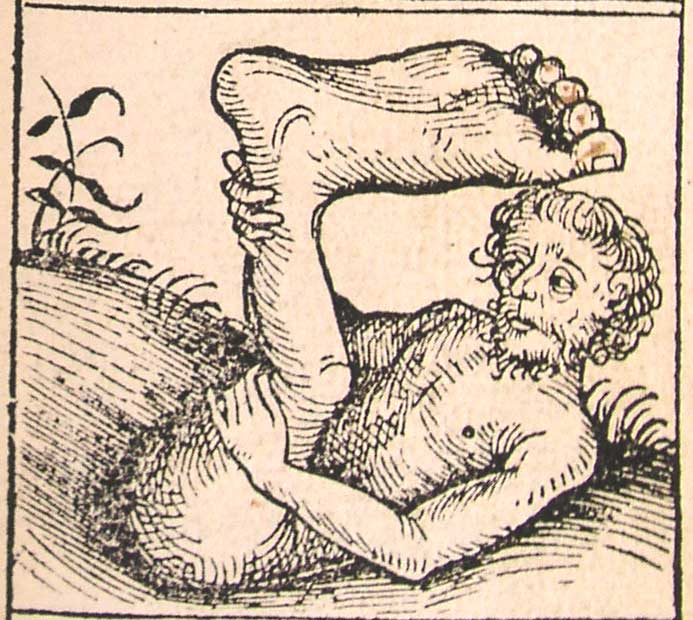
Darstellung in der Schedelschen Weltchronik (1493)

Skiapoden, auch Skiapodes, Schattenfüßler oder Schattenfüßer (altgriechisch Σκιάποδες, von altgriechisch σκιά ‚Schatten‘ und πούς ‚Fuß‘) sind Fabelwesen von menschlicher Gestalt, aber mit nur einem Bein. Mit diesem sollen sie blitzschnell laufen können. Ihren riesigen Fuß halten sie beim Liegen als Sonnenschutz über sich.
Skiapoden wurden unter anderem von Hekataios von Milet erwähnt; demnach lebten sie in Libyen. Auch Plinius der Ältere (Naturalis historia 7, 2) und Ktesias von Knidos gingen in ihren Werken von der Existenz der Skiapoden aus, siedelten sie aber in Indien an. Weitere Nennungen des legendären Volkes finden sich bei Flavius Philostratos in der Biographie des Apollonios von Tyana sowie bei Augustinus von Hippo in De civitate Dei. Auch in zeitgenössischen Weltdarstellungen sind sie als Volk verzeichnet, so zum Beispiel auf dem Behaim-Globus. Sie wurden in literarischen Werken bis zum 16. Jahrhundert immer wieder erwähnt. In der jüngeren Literatur treten sie selten in phantastischen Romanen auf, so in C. S. Lewis’ Die Reise auf der Morgenröte und in Umberto Ecos Baudolino.

## Trivia
Ein Skiapode ist in der Reihe Monster in My Pocket Figur #94.